# Gorges du Dadès
Gorges du Dadès är en ravin i Marocko.   Den ligger i regionen Drâa-Tafilalet, 290 km söder om huvudstaden Rabat. Gorges du Dadès ligger 1 932 meter över havet.